# Комсомольський район (Хабаровський край)
Комсомо́льський район (рос. Комсомольський район) — район у складі Хабаровського краю Російської Федерації.
Адміністративний центр — місто Комсомольськ-на-Амурі, яке, однак, не входить до складу району, а утворює окремий Комсомольський міський округ.

## Історія
Район був утворений 4 січня 1926 року як Нижньотамбовський у складі Далекосхідного краю. 1932 року перейменований в сучасну назву. З 1939 року район знаходиться у складі Хабаровського краю. 1962 року з частини району утворено Амурський район, 1977 року з 9 сільрад утворено Солнечний район.

## Населення
Населення — 27633 особи (2019; 29072 в 2010, 31563 у 2002).

## Адміністративний поділ
Район адміністративно поділяється на 21 сільське поселення:
| Поселення                            | Площа, км² | Населення, осіб (2002) | Населення, осіб (2010) | Населення, осіб (2019) | Центр             | Населені пункти |
| ------------------------------------ | ---------- | ---------------------- | ---------------------- | ---------------------- | ----------------- | --------------- |
| Бельговське сільське поселення       | 8,13       | 455                    | 384                    | 251                    | Бельго            | 2               |
| Бокторське сільське поселення        | 17,71      | 401                    | 343                    | 291                    | Боктор            | 1               |
| Великокартельське сільське поселення | 16,24      | 2014                   | 1568                   | 1337                   | Велика Картель    | 1               |
| Верхньоеконське сільське поселення   | 5,02       | 483                    | 531                    | 484                    | Верхня Еконь      | 1               |
| Верхньотамбовське сільське поселення | 7,37       | 172                    | 173                    | 166                    | Верхньотамбовське | 1               |
| Гайтерське сільське поселення        | 12,44      | 2241                   | 2249                   | 1831                   | Гайтер            | 2               |
| Галичне сільське поселення           | 6,75       | 591                    | 582                    | 453                    | Галичний          | 2               |
| Гурське сільське поселення           | 18,09      | 876                    | 789                    | 643                    | Гурське           | 2               |
| Даппинське сільське поселення        | 6,22       | 360                    | 358                    | 308                    | Даппи             | 1               |
| Кенайське сільське поселення         | 14,72      | 671                    | 588                    | 526                    | Кенай             | 1               |
| Молодіжне сільське поселення         | 13,95      | 1531                   | 1422                   | 1252                   | Молодіжний        | 1               |
| Нижньотамбовське сільське поселення  | 54,03      | 1219                   | 942                    | 805                    | Нижньотамбовське  | 1               |
| Нижньохалбинське сільське поселення  | 32,77      | 471                    | 382                    | 304                    | Нижні Халби       | 2               |
| Новоільїновське сільське поселення   | 9,38       | 129                    | 86                     | 53                     | Новоільїновка     | 1               |
| Новомирське сільське поселення       | 39,30      | 1349                   | 1114                   | 1068                   | Новий Мир         | 1               |
| Піванське сільське поселення         | 25,08      | 1683                   | 1754                   | 1770                   | Півань            | 1               |
| Селіхінське сільське поселення       | 23,33      | 4885                   | 4260                   | 4942                   | Селіхіно          | 2               |
| Сніжненське сільське поселення       | 20,29      | 2084                   | 1906                   | 1671                   | Сніжний           | 2               |
| Уктурське сільське поселення         | 27,12      | 2014                   | 1715                   | 1488                   | Уктур             | 1               |
| Хурбинське сільське поселення        | 33,33      | 5704                   | 5957                   | 6298                   | Хурба             | 1               |
| Ягодненське сільське поселення       | 23,15      | 2181                   | 1947                   | 1683                   | Ягодний           | 3               |
| міжселенна територія                 | -          | 49                     | 22                     | 9                      | -                 | 5               |

## Найбільші населені пункти
| №  | Місто          | Населення, осіб (2002) | Населення, осіб (2010) |
| -- | -------------- | ---------------------- | ---------------------- |
| 1  | Хурба          | 5704                   | 5957                   |
| 2  | Селіхіно       | 4865                   | 4255                   |
| 3  | Гайтер         | 2189                   | 2212                   |
| 4  | Сніжний        | 2071                   | 1902                   |
| 5  | Півань         | 1683                   | 1754                   |
| 6  | Ягодний        | 1858                   | 1719                   |
| 7  | Уктур          | 2001                   | 1714                   |
| 8  | Велика Картель | 2014                   | 1568                   |
| 9  | Молодіжний     | 1531                   | 1422                   |
| 10 | Новий Мир      | 1349                   | 1114                   |